# 胡節 (弘治進士)
胡節（1465年—？），字國信，湖廣永州府零陵縣人，民籍，明朝政治人物。

## 生平
弘治二年（1489年）己酉科湖廣鄉試第四十九名舉人。弘治十五年（1502年）中式壬戌科會試第一百四十九名，三甲第一百三十四名進士。授行人司行人，正德元年（1506年）八月选授江西道试御史，四年巡按山东，五月回京時，因忤劉瑾，坐谪戍陕西萧州，卒于戍所。世宗继位，贈光禄寺少卿，賜祭葬。

## 家族
曾祖胡元亨；祖父胡忠；父胡瑛，母雷氏。具庆下。